# Richowo
Richowo, auch Richgowo (* im 9. Jahrhundert; † 7. September 949), war von etwa 914 bis zum Jahre 949 Bischof von Worms.

## Leben und Wirken
Die Herkunft und familiäre Abstammung von Bischof Richowo sind unbestimmt. Als Todestag seines bischöflichen Vorgängers Dietlach (Thietlach) ist der 18. Juli 914 überliefert, weshalb man Richowos Amtsübernahme in diesem Jahr ansetzt; ein gesichertes Datum dazu gibt es nicht. Der Wormser Chronist Friedrich Zorn (1538–1610) nennt Abt Liuther von Lorsch als unterlegenen Gegenkandidaten bei der Wahl zum Bischof.
Im Herbst 916 nahm Richowo von Worms an der Bischofssynode von Hohenaltheim teil. Dort erhielt er vom päpstlichen Legaten Petrus von Orte den Auftrag, Nachforschungen über die Blendung des Bischofs Einhard I. von Speyer anzustellen und dem Papst darüber brieflich zu berichten. Einhard war 913 unter ungeklärten Umständen verstümmelt und gewaltsam zu Tode gebracht worden. Das Ergebnis der Ermittlungen ist nicht bekannt.
Richowo stand bei den Ostfrankenkönigen Heinrich I. und Otto I. in hohem Ansehen. Von seiner Teilnahme an der Reichsversammlung in Worms 926 ist auszugehen, auch wenn die wenigen aus dieser Zeit erhaltenen Urkunden ihn nicht ausdrücklich nennen. Bei den Ungarneinfällen ins Wormser Gebiet, 933 und 938, habe er sich besonders um das Land und seine Bewohner gekümmert.
Durch Otto I. erhielt er 942, mit Zustimmung Herzogs  Konrad des Roten, aus dessen Besitz, Güterschenkungen für sein Bistum; am 14. Januar 947, in Frankfurt am Main, die Bestätigung von Zollrechten. Am nächsten Tag trat der Bischof auch als Zeuge in einer Frankfurter Urkunde des Königs auf. Ebenso wird Richowo von Worms bei einer großen Schenkung Herzog Konrads des Roten, an Bischof Reginbald I. von Speyer, 946 als Zeuge erwähnt.
Im Sommer 948 erscheint er als Teilnehmer der Universalsynode von Ingelheim.
Richowo von Worms starb am 7. September 949 und in Friedrich Zorns Wormser Chronik ist eine lateinische Grabinschrift überliefert.